# Rudolf Leuckart
Rudolf Leuckart (Helmstädt, 1823. október 7. – Lipcse, 1898. február 6.) német zoológus. Zoológiai szakmunkákban nevének rövidítése: „Leuck”.

## Élete és munkássága
1842-től Göttingenben orvosi- és természettudományi tanulmányokat folytatott. Itt Rudolf Wagner megbízta az általános állattani előadások tartásával, majd az állatanatómiai tankönyvének befejezésével. 1847-ben a zoológia és az élettan magántanárává habilitálták, majd tanársegéd lett az élettani tanszéken. 1850-től a giesseni egyetemen oktatott, ahol 1855-ben rendes tanári kinevezést nyert. 1869-ben Lipcsébe költözött a zoológia és anatómia tanárának. 1895-ben a titkos tanácsosi címet kapott, Lipcse város pedig díszpolgárrá választotta.
Főképp a gerinctelen állatok tanulmányozásával foglalkozott. A sugaras szimmetriájú állatokat elkülönítette az űrbelűek és tüskésbőrűek törzseire, leírta a rovarok partenogenezisét stb.
A parazitológia terén jelentős szerepe volt a legfontosabb élősködő férgek — a májmétely (Fasciola hepatica), egyes galandférgek (Taenia saginata és Taenia solium), és a trichina (Trichinella spiralis) — fejlődésmenetének feltárásában.

## Nevezetesebb művei
- Beiträge zur Kenntniss wirbelloser Thiere (1847)
- Über Morphologie und Verwandtschaftsbeziehungen wirbelloser Thiere (1848)
- Über den Polymorphismus d. Individuen oder die Erscheinung d. Arbeitstheilung in der Natur (1851)
- Vergleichende Anatomie und Physiologie (1852)
- Die Parasiten des Menschen und die von ihnen herrührenden Krankheiten (1863-70)